# Латал, Радослав
Ра́дослав Ла́тал (чеш. Radoslav Látal; род. 6 января 1970[…], Оломоуц, Североморавский край или Простеёв) — чешский футбольный тренер и футболист, игрок сборных Чехословакии и Чехии, выступал на позиции полузащитника.

## Игровая карьера

### Клубная
Латал начал играть в футбол в Оломоуце. После 10 лет, проведённых в молодёжной команде «Сигмы», Латал дебютировал за основную команду. После 1987 года, когда Латал дебютировал во взрослом футболе, чешский футболист провёл 7 лет в родном чемпионате. За эти годы Латал поиграл в «Сигме», пражской «Дукле» и снова в «Сигме». В 1994 году Латал уезжает из Чехии в немецкий «Шальке 04». Радослав Латал прибывал в «Шальке 04» до 2001 года, выиграв с клубом Кубок УЕФА 1996/1997. В 2001 году Латал возвратился в Чехию, в родной клуб. После 15 игр, проведённых в «Сигме», полузащитник перешёл в «Баник» из Остравы. В сезоне 2003/04 Латал выиграл с клубом чемпионат Чехии, а год спустя Кубок Чехии. После окончания сезона в 2005 году Латал завершил карьеру футболиста.

### В сборной
Латал играл в составе сборной Чехословакии на молодёжном чемпионате мира 1989 в Саудовской Аравии. Он принял участие на двух чемпионатах Европы — 1996, где выиграл серебро, и 2000 года.
11 июня 2000 года в игре против Нидерландов Латал отыграл 70 минут, прежде чем был заменён на Радека Бейбла. Чехия проиграла 0:1 из-за сомнительного пенальти, назначенного судьёй Пьерлуиджи Коллиной на предпоследней минуте матча: Латал так громко возмущался пенальти и кричал на резервного арбитра Кироса Вассараса, что получил от Коллины красную карточку и был удалён, заработав ещё и дисквалификацию на матч против Франции. Эта красная карточка стала шестой в истории сборных Чехии и Чехословакии, а также первой с 1990 года.

## Тренерская карьера
Латал начал карьеру тренера в 2007 году, возглавив клуб из третьего чешского дивизиона «Фотбал Фридек-Мистек». Заняв пятое место, в октябре 2008 года чешский тренер отправился в Опаву, где стал главным тренером одноимённой команды. В ноябре 2009 года он был уволен. С 2010 года по 2012 год Радослав Латал являлся главным тренером «Баника» из Соколова. В марте 2012 года возглавил остравский «Баник», но уже в октябре был уволен в связи с плохими результатами. В сезоне 2013/14 Латал тренировал словацкий клуб «Кошице», с которым добился победы в Кубке Словакии.
20 марта 2015 года Латал стал главным тренером польского клуба «Пяст», подписав контракт до конца сезона. Под его руководством команда заняла 12-е место, а клуб продлил с ним контракт до 2017 года. Латал был признан лучшим иностранным тренером чемпионата Польши в 2015 году. В сезоне 2015/16 «Пяст» под его руководством добился лучшего результата в истории, заняв второе место, а Латал был назван лучшим тренером сезона в лиге. После домашнего поражения от «Гётеборга» (0:3) в первом матче второго квалификационного раунда Лиги Европы Латал был уволен. Однако уже 1 сентября Радослав снова возглавил «Пяст», где проработал до 2 марта 2017 года.
31 декабря 2017 года белорусский клуб «Динамо-Брест» объявил о договорённости с Латалом о назначении его главным тренером команды с января 2018 года.

## Статистика выступлений за сборную
| Матчи Радослава Латала за сборную Чехословакии | Матчи Радослава Латала за сборную Чехословакии | Матчи Радослава Латала за сборную Чехословакии | Матчи Радослава Латала за сборную Чехословакии | Матчи Радослава Латала за сборную Чехословакии | Матчи Радослава Латала за сборную Чехословакии | Матчи Радослава Латала за сборную Чехословакии |
| ---------------------------------------------- | ---------------------------------------------- | ---------------------------------------------- | ---------------------------------------------- | ---------------------------------------------- | ---------------------------------------------- | ---------------------------------------------- |
| №                                              | Дата                                           | Оппонент                                       | Счёт                                           | Голы                                           | Соревнование                                   |                                                |
| 1                                              | 13 ноября 1991                                 | Испания                                        | 1:2                                            | -                                              | Отборочный матч ЧЕ-1992                        |                                                |
| 2                                              | 18 декабря 1991                                | Бразилия                                       | 1:2                                            | -                                              | Товарищеский матч                              |                                                |
| 3                                              | 27 мая 1992                                    | Польша                                         | 0:1                                            | -                                              | Товарищеский матч                              |                                                |
| 4                                              | 23 сентября 1992                               | Фарерские острова                              | 4:0                                            | -                                              | Отборочный матч ЧМ-1994                        |                                                |
| 5                                              | 14 ноября 1992                                 | Румыния                                        | 1:1                                            | -                                              | Отборочный матч ЧМ-1994                        |                                                |
| 6                                              | 24 марта 1993                                  | Кипр                                           | 1:1                                            | -                                              | Отборочный матч ЧМ-1994                        |                                                |
| 7                                              | 28 апреля 1993                                 | Уэльс                                          | 1:1                                            | 1                                              | Отборочный матч ЧМ-1994                        |                                                |
| 8                                              | 2 июня 1993                                    | Румыния                                        | 5:2                                            | 1                                              | Отборочный матч ЧМ-1994                        |                                                |
| 9                                              | 16 июня 1993                                   | Фарерские острова                              | 3:0                                            | -                                              | Отборочный матч ЧМ-1994                        |                                                |
| 10                                             | 8 сентября 1993                                | Уэльс                                          | 2:2                                            | -                                              | Отборочный матч ЧМ-1994                        |                                                |
| 11                                             | 17 ноября 1993                                 | Бельгия                                        | 0:0                                            | -                                              | Отборочный матч ЧМ-1994                        |                                                |

| Матчи Радослава Латала за сборную Чехии | Матчи Радослава Латала за сборную Чехии | Матчи Радослава Латала за сборную Чехии | Матчи Радослава Латала за сборную Чехии | Матчи Радослава Латала за сборную Чехии | Матчи Радослава Латала за сборную Чехии | Матчи Радослава Латала за сборную Чехии |
| --------------------------------------- | --------------------------------------- | --------------------------------------- | --------------------------------------- | --------------------------------------- | --------------------------------------- | --------------------------------------- |
| №                                       | Дата                                    | Оппонент                                | Счёт                                    | Голы                                    | Соревнование                            |                                         |
| 1                                       | 23 февраля 1994                         | Турция                                  | 4:1                                     | 1                                       | Товарищеский матч                       |                                         |
| 2                                       | 20 апреля 1994                          | Швейцария                               | 0:3                                     | -                                       | Товарищеский матч                       |                                         |
| 3                                       | 25 мая 1994                             | Литва                                   | 5:3                                     | -                                       | Товарищеский матч                       |                                         |
| 4                                       | 17 августа 1994                         | Франция                                 | 2:2                                     | -                                       | Товарищеский матч                       |                                         |
| 5                                       | 6 сентября 1994                         | Мальта                                  | 6:1                                     | -                                       | Отборочный матч ЧЕ-1996                 |                                         |
| 6                                       | 12 октября 1994                         | Мальта                                  | 0:0                                     | -                                       | Отборочный матч ЧЕ-1996                 |                                         |
| 7                                       | 16 ноября 1994                          | Нидерланды                              | 0:0                                     | -                                       | Отборочный матч ЧЕ-1996                 |                                         |
| 8                                       | 29 марта 1995                           | Беларусь                                | 4:2                                     | -                                       | Отборочный матч ЧЕ-1996                 |                                         |
| 9                                       | 26 апреля 1995                          | Нидерланды                              | 3:1                                     | -                                       | Отборочный матч ЧЕ-1996                 |                                         |
| 10                                      | 7 июня 1995                             | Люксембург                              | 0:1                                     | -                                       | Отборочный матч ЧЕ-1996                 |                                         |
| 11                                      | 16 августа 1995                         | Норвегия                                | 1:1                                     | -                                       | Отборочный матч ЧЕ-1996                 |                                         |
| 12                                      | 6 сентября 1995                         | Норвегия                                | 2:0                                     | -                                       | Отборочный матч ЧЕ-1996                 |                                         |
| 13                                      | 7 октября 1995                          | Беларусь                                | 2:0                                     | -                                       | Отборочный матч ЧЕ-1996                 |                                         |
| 14                                      | 15 ноября 1995                          | Люксембург                              | 3:0                                     | -                                       | Отборочный матч ЧЕ-1996                 |                                         |
| 15                                      | 26 марта 1996                           | Турция                                  | 3:0                                     | -                                       | Товарищеский матч                       |                                         |
| 16                                      | 24 апреля 1996                          | Ирландия                                | 2:0                                     | -                                       | Товарищеский матч                       |                                         |
| 17                                      | 29 мая 1996                             | Австрия                                 | 0:1                                     | -                                       | Товарищеский матч                       |                                         |
| 18                                      | 1 июня 1996                             | Швейцария                               | 2:1                                     | -                                       | Товарищеский матч                       |                                         |
| 19                                      | 9 июня 1996                             | Германия                                | 0:2                                     | -                                       | ЧЕ-1996. Групповая стадия               |                                         |
| 20                                      | 14 июня 1996                            | Италия                                  | 2:1                                     | -                                       | ЧЕ-1996. Групповая стадия               |                                         |
| 21                                      | 19 июня 1996                            | Россия                                  | 3:3                                     | -                                       | ЧЕ-1996. Групповая стадия               |                                         |
| 22                                      | 23 июня 1996                            | Португалия                              | 1:0                                     | -                                       | ЧЕ-1996. 1/4 финала                     |                                         |
| 23                                      | 4 сентября 1996                         | Исландия                                | 2:1                                     | -                                       | Товарищеский матч                       |                                         |
| 24                                      | 18 сентября 1996                        | Мальта                                  | 6:0                                     | -                                       | Отборочный матч ЧМ-1998                 |                                         |
| 25                                      | 9 октября 1996                          | Испания                                 | 0:0                                     | -                                       | Отборочный матч ЧМ-1998                 |                                         |
| 26                                      | 10 ноября 1996                          | Югославия                               | 0:0                                     | -                                       | Отборочный матч ЧМ-1998                 |                                         |
| 27                                      | 26 февраля 1997                         | Беларусь                                | 4:1                                     | -                                       | Товарищеский матч                       |                                         |
| 28                                      | 2 апреля 1997                           | Югославия                               | 1:2                                     | -                                       | Отборочный матч ЧМ-1998                 |                                         |
| 29                                      | 8 июня 1997                             | Испания                                 | 0:1                                     | -                                       | Отборочный матч ЧМ-1998                 |                                         |
| 30                                      | 20 августа 1997                         | Фарерские острова                       | 2:0                                     | -                                       | Отборочный матч ЧМ-1998                 |                                         |
| 31                                      | 24 августа 1997                         | Словакия                                | 1:2                                     | -                                       | Отборочный матч ЧМ-1998                 |                                         |
| 32                                      | 6 сентября 1997                         | Фарерские острова                       | 2:0                                     | -                                       | Отборочный матч ЧМ-1998                 |                                         |
| 33                                      | 11 октября 1997                         | Словакия                                | 3:0                                     | -                                       | Отборочный матч ЧМ-1998                 |                                         |
| 34                                      | 25 марта 1998                           | Ирландия                                | 2:1                                     | -                                       | Товарищеский матч                       |                                         |
| 35                                      | 19 августа 1998                         | Дания                                   | 1:0                                     | -                                       | Товарищеский матч                       |                                         |
| 36                                      | 6 сентября 1998                         | Фарерские острова                       | 1:0                                     | -                                       | Отборочный матч ЧЕ-2000                 |                                         |
| 37                                      | 10 октября 1998                         | Босния и Герцеговина                    | 3:1                                     | -                                       | Отборочный матч ЧЕ-2000                 |                                         |
| 38                                      | 14 октября 1998                         | Эстония                                 | 4:1                                     | -                                       | Отборочный матч ЧЕ-2000                 |                                         |
| 39                                      | 18 ноября 1998                          | Англия                                  | 0:2                                     | -                                       | Товарищеский матч                       |                                         |
| 40                                      | 13 ноября 1999                          | Нидерланды                              | 1:0                                     | -                                       | Товарищеский матч                       |                                         |
| 41                                      | 23 февраля 2000                         | Ирландия                                | 2:3                                     | -                                       | Товарищеский матч                       |                                         |
| 42                                      | 26 апреля 2000                          | Израиль                                 | 4:1                                     | -                                       | Товарищеский матч                       |                                         |
| 43                                      | 3 июня 2000                             | Германия                                | 2:3                                     | -                                       | Товарищеский матч                       |                                         |
| 44                                      | 11 июня 2000                            | Нидерланды                              | 0:1                                     | -                                       | ЧЕ-2000. Групповая стадия               |                                         |
| 45                                      | 7 октября 2000                          | Исландия                                | 4:0                                     | -                                       | Отборочный матч ЧМ-2002                 |                                         |
| 46                                      | 11 октября 2000                         | Мальта                                  | 0:0                                     | -                                       | Отборочный матч ЧМ-2002                 |                                         |
| 47                                      | 28 Февраля 2001                         | Македония                               | 1:1                                     | -                                       | Товарищеский матч                       |                                         |

## Достижения

### Командные
В качестве игрока
 «Баник» (Острава)
- Чемпион Чехии: 2004
- Обладатель Кубка Чехии: 2005

 «Шальке 04»
- Обладатель Кубка УЕФА: 1997
- Обладатель Кубка Германии: 2001
- Вице-чемпион Германии: 2001

 «Дукла» (Прага)
- Обладатель Кубка Чехословакии по футболу: 1990

 Сборная Чехии
- Серебряный призёр чемпионата Европы: 1996

В качестве тренера
 «Кошице»
- Обладатель Кубка Словакии: 2014

 «Пяст»
- Вице-чемпион Польши: 2016
  - Лучший тренер сезона в Чемпионате Польши: 2016[15]

 «Динамо-Брест»
- Обладатель Суперкубка Беларуси по футболу: 2018

### Личные
- Вошёл в символическую сборную чемпионата Европы 1996
- Вошёл в символическую сборную чемпионата Чехии 2003/04
- Занял десятое место в списке лучших футболистов Чехии десятилетия (1993—2003)[16]